# 하우스 오브 다이너마이트
《하우스 오브 다이너마이트》(영어: A House of Dynamite)는 2025년 개봉 예정인 미국의 정치 스릴러 영화로, 캐서린 비글로우가 감독을 맡았다. 제82회(2025년) 베네치아 영화제 황금사자상 경쟁후보작이다.

## 출연진
- 이드리스 엘바
- 레베카 페르구손
- 게이브리얼 배소
- 재러드 해리스
- 트레이시 레츠
- 앤서니 라모스
- 모지스 잉그럼
- 조나 하워킹
- 그레타 리
- 제이슨 클라크
- 맬러카이 비즐리
- 브라이언 티
- 브리트니 오그레이디
- 벵가 아키나베
- 윌라 피츠제럴드
- 러네이 엘리스 골즈베리
- 카일 앨런
- 케이틀린 디버
- 프란체스카 카르파니니
- 아부바카르 알리